# LSWR T7 class
LSWR Class T7 — прототип пассажирского паровоза с осевой формулой 2-(1+1)-0, разработанный Дугалдом Драммондом для экспресс-поездов Лондонской и Юго-Западной железной дороги в 1897 году. После испытаний прототипа в 1901 году было построено 5 серийных паровозов LSWR E10.

## Конструкция
Построенный в 1897 году паровоз T7 № 720 был прототипом, спроектированным по новой схеме Френсиса Уэбба. Уэбб в 1883 году построил для Лондонской и Северо-западной железной дороги (LNWR) паровоз с трёхцилиндровой компаунд-машиной и двумя неспаренными ведущими осями. Паровозы Драммонда получили название «double singles». В истории паровозостроения такая схема с независимыми ведущими осями в жёсткой раме повторялась неоднократно с разной целью, наиболее известны среди этих схем дуплекс-паровозы.
Драммонд хотел таким образом увеличить площадь колосниковой решётки при низком расположении котла, из-за чего решётка находилась в стеснённом пространстве, ограниченном по ширине брусьями рамы, а по длине — расстоянием между ведущими осями за вычетом плеча внутреннего кривошипа. При этом увеличивать длину спарников инженеры опасались из соображений прочности и безопасности, потому что излом спарника на ходу был чреват катастрофой. Следовательно, можно было бы избавиться от спарников совсем, если приводить каждую ведущую ось от своей машины.
Первым эту схему применил Френсис Уэбб, за которым во Франции последовал Альфред де Глен. Оба они применили схему для компануд-машин и таким образом механически отделили цилиндры высокого давления от цилиндров низкого.
Драммонд применил систему с независимыми осями для паровозов однократного расширения пара, взяв от неё только преимущество увеличенной колосниковой решётки. По сравнению со стандартными паровозами Драммонда длина барабана котла возросла с 10 ф. 6 д. (3200 мм) до 12 футов (3700 мм).
Также на T7 и E10 применён необычный парораспределительный механизм: внутренние цилиндры работали с механизмом Стефенсона, а внешние — с механизмом Джоя.
В 1905 году № 720 переделали с увеличением диаметра котла с 4 ф. 5+1/2 д. (1400 мм) до 4 ф. 10+3/4 д. (1500 мм). E10 этой модификации не подвергались.